# This Is Heavy Metal
„This Is Heavy Metal“ je singl finske hard rok grupe Lordi sa albuma Babez For Breakfast. Objavljen je 9. avgusta 2010. godine i prvi je singl sa ovog albuma. Singl je pušten u prodaju u svega 200 kopija ali se može naći i u digitalnom formatu, na sajtu iTunes. Za ovu pesmu snimljen je i spot. Pesma „This Is Heavy Metal“ nalazi se na saundtreku za film Saw 3D.

## Spisak pesama
1. „“ - 3:00

## Članovi benda
- Mr. Lordi - Vokal
- Amen - Gitara, Prateći vokal
- OX - Bas gitara, Prateći vokal
- Awa - Klavijature, Prateći vokal
- Kita - Bubnjevi, Prateći vokal